# LOVE ENHANCED ♥ single collection
《LOVE ENHANCED ♥ single collection》（愛昇級 - 單曲精選），是日本女歌手安室奈美惠的第3張精選輯。2002年3月13日發行。

## 簡介
- 自《181920》約4年後的新精選輯，以單曲精選的形式發行。（「HimAWArI」除外）
- 新收錄單曲有《Say the word》、《I WILL》、以及合作單曲《Lovin' it》。
- 雖然專輯以「單曲精選」為名，但所有歌曲除《lovin' it》外，都經過重新編曲、混音或重唱，以凸顯安室在音樂道路上的進步，配合專輯「昇華」主題。及後，安室在2014年發行的情歌精選專輯《Ballada》中再次收錄此專輯中「HimAWArI」、「NEVER END」、「think of me」及「I WILL」的修剪版本。
- 安室本人透露在《Break the rules》錄製《HimAWArI》時患上了重感冒，以致錄音效果不太理想，故此她決定在錄製此專輯的時候特別重錄此曲。
- 本專輯原先預定收錄安室跟美國女子組合TLC成員Chilli合唱的英語新曲「Put 'Em Up」，但最終並沒有收錄。最後安室於2003年發行由她本人獨唱此曲的日語版本單曲。而英語版本至今仍未實際商業發行。
- 本作另於2004年1月28日發行DVD-Audio版本。

## 收錄曲
1. Say the word (new arrangement)
20th單曲
2. RESPECT the POWER OF LOVE (new mix)
13th單曲
3. NEVER END (new vocal)
17th單曲
4. LOVE 2000 (new mix)
16th單曲
5. PLEASE SMILE AGAIN (new mix)
18th單曲
6. think of me (new vocal)
19th單曲「think of me／no more tears」中的第一曲順。
7. SOMETHING 'BOUT THE KISS (new vocal)
15th單曲
8. lovin' it / 安室奈美惠 & VERBAL
song+nation企劃單曲。
9. I HAVE NEVER SEEN (new arrangement)
12th單曲
10. HimAWArI (new vocal)
5th專輯《break the rules》收錄曲。
11. no more tears (new mix)
19th單曲「think of me／no more tears」中的第二曲順。
12. I WILL (new mix)
21st單曲

## Oricon銷售榜
| 發售日期      | 排行榜            | 最高排名 | 首週銷量 | 總銷量  | 上榜週數 |
| ------------- | ----------------- | -------- | -------- | ------- | -------- |
| 2002年3月13日 | Oricon 每日銷售榜 | #2       |          |         |          |
| 2002年3月13日 | Oricon 每週銷售榜 | #3       | 158,680  | 305,040 | 9        |